# Taftia prodeniae
Taftia prodeniae is een vliesvleugelig insect uit de familie Encyrtidae. De wetenschappelijke naam is voor het eerst geldig gepubliceerd in 1904 door Ashmead.